# Czesław Piątas
Czesław Piątas (ur. 20 marca 1946 w Hausach) – polski wojskowy, generał Wojska Polskiego, wykładowca akademicki. W latach 2000–2006 szef Sztabu Generalnego Wojska Polskiego, w latach 2008–2011 sekretarz stanu w Ministerstwie Obrony Narodowej.

## Życiorys
W 1965 ukończył Liceum Ogólnokształcące w Nowym Tomyślu. Po ukończeniu w 1968 Oficerskiej Szkoły Wojsk Pancernych im. Stefana Czarnieckiego w Poznaniu został skierowany do 8 Drezdeńskiego Pułku Czołgów Średnich 11 Dywizji Pancernej w Żaganiu na stanowisko dowódcy plutonu czołgów. Od 1972 był dowódcą kompanii czołgów w swoim pułku. W latach 1974–1977 studiował w Akademii Wojsk Pancernych ZSRR im. Marszałka Rodiona Malinowskiego, którą ukończył z wynikiem bardzo dobrym. Z kolei wyznaczono go na stanowisko pomocnika szefa wydziału operacyjnego sztabu 11 Dywizji Pancernej w Żaganiu. Od 1978 służył w 3 Drezdeńskim Pułku Czołgów Średnich 11 Dywizji Pancernej jako szef sztabu i zastępca dowódcy jednostki. W latach 1980–1986 dowodził 10 Drawskim Pułkiem Czołgów Średnich w 10 Dywizji Pancernej, w której pełnił również funkcję szefa sztabu.
Po ukończeniu w 1982 Akademii Sztabu Generalnego ZSRR służył w dowództwie Śląskiego Okręgu Wojskowego, a następnie został mianowany dowódcą 4 Dywizji Zmechanizowanej.
W 1992 otrzymał awans do stopnia generała brygady. Krótko służył w dowództwie Śląskiego Okręgu Wojskowego jako zastępca szefa Sztabu, po czym objął stanowisko szefa sztabu Warszawskiego Okręgu Wojskowego.
W 1999 ukończył Wyższą Szkołę Wojenną (National War College) w USA i został mianowany zastępcą szefa Sztabu Generalnego WP. 15 sierpnia tego samego roku otrzymał z rąk Aleksandra Kwaśniewskiego awans do stopnia generała dywizji.
28 września 2000 został powołany na urząd szefa Sztabu Generalnego Wojska Polskiego i awansowany do stopnia generała broni. Z dniem 15 sierpnia 2002 mianowano go na stopień generała, najwyższy stopień generalski w Siłach Zbrojnych RP. 31 stycznia 2006 został odwołany z funkcji szefa Sztabu Generalnego Wojska Polskiego i odszedł do rezerwy (na własną prośbę).
28 stycznia 2008 objął stanowisko sekretarza stanu w Ministerstwie Obrony Narodowej. Został odwołany z tej funkcji 4 sierpnia 2011. W 2012 został wykładowcą w Katedrze Bezpieczeństwa Narodowego Wyższej Szkoły Oficerskiej Wojsk Lądowych.

## Awanse
- podporucznik – 1968
- porucznik – 1971
- kapitan – 1975
- major – 1979
- podpułkownik – 1982
- pułkownik – 1986
- generał brygady – 1992
- generał dywizji – 15 sierpnia 1999
- generał broni – 28 września 2000
- generał – 15 sierpnia 2002[2]

## Odznaczenia
- Krzyż Komandorski Orderu Odrodzenia Polski (2001)[3]
- Krzyż Oficerski Orderu Odrodzenia Polski
- Krzyż Kawalerski Orderu Odrodzenia Polski
- Złoty Krzyż Zasługi
- Srebrny Krzyż Zasługi
- Złoty Medal „Siły Zbrojne w Służbie Ojczyzny”
- Srebrny Medal „Siły Zbrojne w Służbie Ojczyzny”
- Brązowy Medal „Siły Zbrojne w Służbie Ojczyzny”
- Złoty Medal „Za Zasługi dla Obronności Kraju”
- Legion of Merit I stopnia (USA)
- Krzyż Komandorski Legii Honorowej (Francja)
- Krzyż Zasługi I stopnia (Czechy)
- Legia Zasług Tureckich Sił Zbrojnych (Turcja)